# Крилата ракета повітряного базування

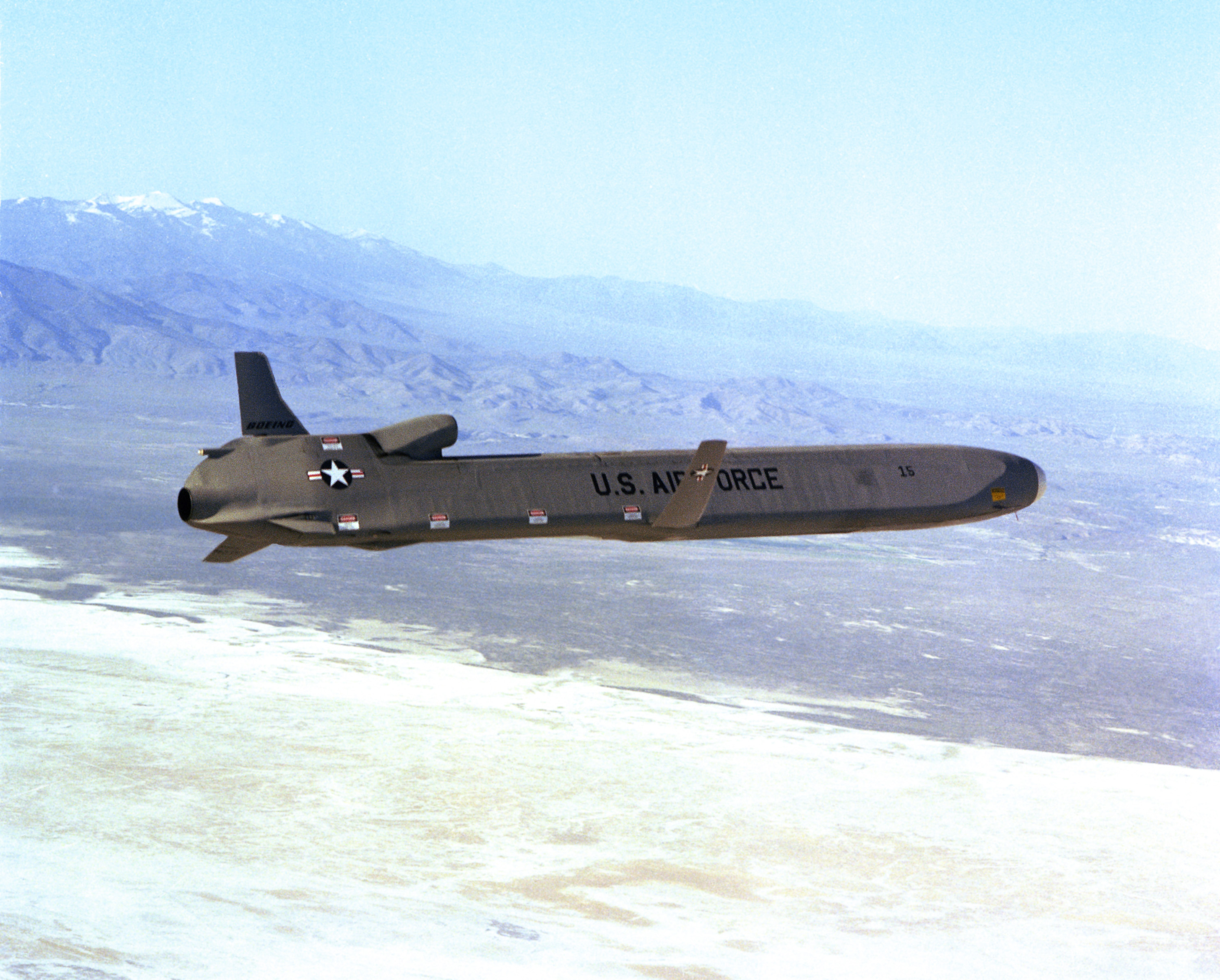
Крилата ракета повітряного базування AGM-86 в польоті (1980)

Крилата ракета повітряного базування (англ. air-launched cruise missile, ALCM; також крилата авіаційна ракета, КАР) — крилата ракета, яка запускається з військового літака.

## Перелік

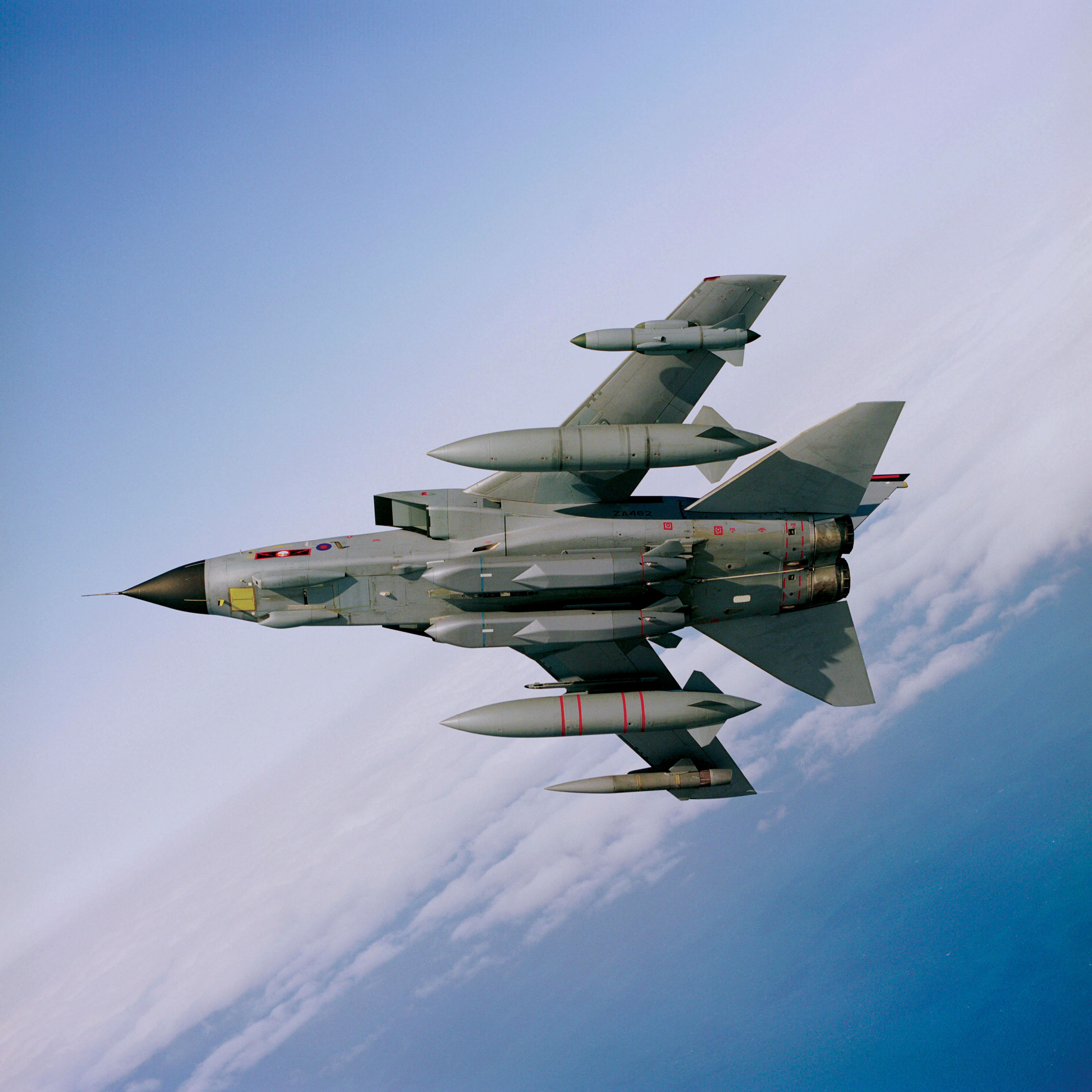
Британський Tornado GR4 з ракетами Storm Shadow (дві ракети під фюзеляжем)

Нижче наведено перелік крилатих ракет повітряного базування, що існували в минулому, існують або перебувають у розробці.
- AGM-28 Hound Dog (США)
- AGM-84H/K SLAM-ER (США)
- AGM-86 ALCM (США)
- AGM-129 ACM (США)
- AGM-158 JASSM (США)
- AGM-158C LRASM (США)
- AGM-181 LRSO (США)
- Air-sol moyenne portée (Франція)
- BrahMos (Індія/Росія)
- BrahMos-II[en] (Індія/Росія)
- CJ-10[en] (Китай)
- Деліла (Ізраїль)
- Раад[en](Пакистан)
- Hypersonic Attack Cruise Missile[en] (США)
- Hypersonic Air Launched Offensive Anti-Surface[en] (США)
- Joint Strike Missile[en] (Норвегія/США)
- Калібр-А (Росія)
- Taurus (Німеччина/Швеція)
- Х-20 (СРСР)
- Х-32 (Росія)
- Х-35 (Росія)
- Х-55/Х-555 (СРСР/Росія)
- Х-59 (СРСР/Росія)
- Х-61 (СРСР/Росія)
- Х-101/102 (Росія)
- КСР-5[en] (СРСР)
- SPEAR 5[en] (Future Cruise/Anti-Ship Weapon) (Франція/Велика Британія)[1]
- Popeye (Ізраїль)
- SOM (Туреччина)
- Сумар[en](Іран)
- Storm Shadow / SCALP EG (Франція/Велика Британія)
- Wan Chien[en] (Тайвань)
- Я-Алі[en] (Іран)
- 3М51 «Альфа»[en] (Росія)
- 3М22 «Циркон» (Росія)
- 10Х[en] (СРСР)